# Paulo Figueiredo (futebolista)
Paulo José Lopes Figueiredo (Malanje, 28 de novembro de 1972) é um ex-futebolista angolano naturalizado português.

## Carreira
Nascido em Malanje, que na época era uma cidade da África Ocidental Portuguesa (hoje Angola), os pais de Figueiredo regressaram para Portugal em 1975 devido ao facto de Portugal abandonar o território em decorrência da Guerra Civil Angolana que estava então no início. Com passagens em várias equipas de portuguesas, atuou também na Suécia e Romênia, tendo se aposentando na equipa angolana Libolo.

## Seleção Angolana
Em 2003, com quase 31 anos, Figueiredo foi convidado para jogar por Angola pelo técnico brasileiro Ismael Kurtz, retornando ao seu país natal quase 30 anos depois. Depois de uma dura campanha nas Eliminatórias para a Copa do Mundo de 2006, foi um dos 23 convocados para disputa da Copa do Mundo de 2006, na Alemanha, a primeira da Angola. Jogou os três jogos da fase de grupos, sendo uma derrota e dois empates.
Figueiredo ainda participou de duas Copas das Nações Afriacanas, tendo na primeira participação saido o fase de grupos e a outra nas quartas de final.

### Gols pela Angola
| #  | Data                  | Local                                              | Adversário | Placar | Resultado | Competição                                                  |
| -- | --------------------- | -------------------------------------------------- | ---------- | ------ | --------- | ----------------------------------------------------------- |
| 1. | 21 de junho de 2003   | Estádio Samuel Ogbemudia, Cidade do Benim, Nigéria | Nigéria    | 0–1    | 2–2       | Eliminatórias para o Campeonato Africano das Nações de 2004 |
| 2. | 18 de junho de 2005   | Estádio Sani Abacha, Kano, Nigéria                 | Nigéria    | 1–1    | 1–1       | Eliminatórias da Copa do Mundo FIFA de 2006                 |
| 3. | 25 de março de 2007   | Estádio da Cidadela, Luanda, Angola                | Eritreia   | 6–1    | 6–1       | Eliminatórias para o Campeonato Africano das Nações de 2008 |
| 4. | 17 de junho de 2007   | Estádio da Cidadela, Luanda, Angola                | Suíça      | 1–0    | 3–0       | Eliminatórias para o Campeonato Africano das Nações de 2008 |
| 5. | 13 de janeiro de 2008 | Complexo Desportivo, Alverca do Ribatejo, Portugal | Egito      | 1–1    | 3–3       | Partida amistosa                                            |